# شاد بندري (كوركا)
شاد بندري (بالفارسية: شادبندری) هي قرية تقع في إيران في قسم كورکا الريفي. يقدر عدد سكانها بـ 30 نسمة بحسب إحصاء 2016.